# Casa Tenda
La Casa Tenda és una obra de la Vall de Boí (Alta Ribagorça) inclosa a l'Inventari del Patrimoni Arquitectònic de Catalunya.

## Descripció
Edifici destinat a habitatge, està constituït per un cos principal de planta quasi quadrada, amb un ala afegida a la façana que dona al carrer que fa que la imatge des del carrer del Raval sigui la d'un edifici en "L", que acull al seu interior una terrassa a nivell del primer pis i l'escala d'accés.
El ràfec sobre la façana interior de la "L" està decorat amb una motllura d'inspiració neoclàssica. Aquesta façana té el portal d'entrada a nivell del primer pis i balcons al segon.